# Neonotonia
Neonotonia es un género de plantas fanerógamas con dos especies; perteneciente a la familia Fabaceae.

## Especies
- Neonotonia verdcourtii Isely
- Neonotonia wightii (Wight & Arn.) J.A.Lackey